# Bunakenia (Bunakenia) salzella
Bunakenia (Bunakenia) salzella is een naaldkreeftjessoort uit de familie van de Apseudidae. De wetenschappelijke naam van de soort is voor het eerst geldig gepubliceerd in 2005 door Bamber.